# Севтополис
Севтополис е древен град, основан от тракийския цар Севт III в края на IV век пр.н.е., столица на Одриското царство от 320 г. пр.н.е. Построен е на мястото на развалините от по-ранно селище и понастоящем се намира в долната част на язовир „Копринка“ до Казанлък.
В некропола на Севтополис са намерени редица тухлени куполни гробници, някои от които подмогилни. В тях са били погребвани траки от висшите съсловия, понякога заедно с техните коне. По-малко богатите са кремирани, със скромен гроб заедно с определени стоки. Понастоящем Севтополис е единственият изцяло проучен археологически древнотракийски град на територията на България.

## Проучване
Развалините на Севтополис са открити и изкопани през 1948 г. по време на строителството на язовир „Георги Димитров“ (по-късно преименуван „Копринка“). Екипът от български археолози под ръководството на проф. Димитър П. Димитров, който провежда разкопките на града, установява името и работи по останките на тракийския град. Въпреки това било решено да се продължи с изграждането на язовира, оставяйки Севтополис на дъното му.
Археологическото проучване на руините на древния град продължава седем години – от 1948 година до 1955 година. В рамките на този времеви период са проучени всички руини на древнотракийския град и три големи могили от неговия некропол.

## Архитектура
В древността Севтополис е разположен на левия бряг на река Тонзос (днешна Тунджа), на малък полуостров с равна повърхност, леко наклонен на юг към реката. Естествено защитен от три страни от водите на реката, градът е бил здраво укрепен с крепостни стени, от които при проучването са разкрити каменните основи. Крепостта, която е следвала очертанията на полуострова, има формата на разностранен петоъгълник. Укрепената част на града е обхващала около 50 декара и е почти изцяло разкопана по време на проучването. Общата обиколка на крепостната стена е била 890 m.
На северозападната и югозападната стена са били разположени градските порти, от които към вътрешността на града водят две главни улици, широки около 6 m. В центъра на града те се пресичат и тангират от изток и юг обширен градски площад – агората, която има почти квадратна форма. На агората се е издигал олтар с правоъгълна форма, където археолозите са разкрили гранитен блок с надпис, който упоменава жрец на Дионис – Амаистас, син на Медистас. Без съмнение олтарът е бил посветен на Дионис. Разкритите останки от голяма култова сграда до северната страна на агората вероятно принадлежат на култова постройка, посветена на същото божество.
Севтополис не е имал акропол, както съвременните му гръцки градове, вместо това в северната най-висока част на града се е издигала вътрешната крепост – цитадела. Според проф. Димитров вътрешната крепост е съществувала като укрепена вила – дворец, която е била на това място още преди изграждането на града. При походите на Филип Македонски цитаделата е опожарена и разрушена, но след успеха на одриските въстания срещу македоните сградата е изградена и укрепена отново. Без съмнение сградата е използвана за лична резиденция на Севт III. Декорацията на външните стени на сградата, както и във вътрешността ѝ е била повече от пищна. Полихромната стенна украса, документирана тук, е характерна за елинистическата архитектура на Мала Азия, Елада, Апенинския полуостров и Тракия. По план и размери дворецът на Севтополис напомня силно на храма на Херакъл в Тасос. По аналогия с този храм учените приемат, че преддверието на двореца в Севтополис е било отворено чрез колонада, стилобата на която всъщност е запазена частично.
Заедно с широко използваните принципи на древногръцката архитектура при изграждането на двореца цитадела са открити и някои типично тракийски черти като разкритите 2 големи огнища – олтари в премината зала и съседното на нея помещение. В източната част на сградата е било поместено и светилище-храм на Великите самотракийски богове – Кабирите, засвидетелствано от разкрит надпис, намерен в едно от помещенията на храма.
Широкият размах на строителството в Севтополис свидетелства за големия икономически разцвет на Севтовата столица и за нейното важно политическо значение. Градът е бил изграден по предварително изработен план съобразно т.нар. регулярна планировка, използвана в Древна Гърция още в V–IV век пр.н.е. и изграждането на градове, като Милет (Мала Азия), Мегалопол (Пелопонес), Олинт (Халкидики), Пирея. За неин създател се смята Хиподам от Милет, а разпространението ѝ е особено голямо през елинистическата епоха по времето на Александър Македонски и неговите приемници, когато започва масово строителство на градове. Севтополис е доказателство, че Севт III не остава встрани от тенденцията при изграждането на своята столица и не приема само принципите на това антично градостроително изкуство, но и по примера на другите елинистически владетели я назовава на свое име.
Жилищата в Севтополис не са се отличавали по план от античното жилище. Те са били обширни и с много помещения. Повечето принадлежат към т.нар. пастаден тип къщи. Основите на къщите са градени от камък и кал, а самата конструкция е била по-лека – кирпичени стени или скелет от дъски с пълнеж от глина. Характерна особеност за севтополските къщи е наличието на глинобитни площадки с квадратна или правоъгълна форма върху пода, в средата на главното помещение. Документираната богата украса и символични изображения, както и богато оцветяване на повърхността свидетелстват, че това са т.нар. „есхари“ – домашни огнища-олтари, свързани с определен култ.
В Севтополис е изградена и водоснабдителна и канализационна мрежа, характерна за всички елинистични градове. Водоснабдяването е ставало чрез кладенци. Канализационната отводителна мрежа е била изградена от глинени тръби или от похлупени една върху друга извити керемиди. Те са отвеждали нечистата вода от къщите в улични канали, разположени по средата на улиците, с наклон на юг, а от там чрез улеи, изградени в крепостните стени, са отвеждали течността в реката.

## Некропол
По време на разкопките е проучен и некрополът на древния град. В Могила № 1 е разкрито погребение на млада тракийка от знатен произход, извършено чрез трупоизгаряне. Гробният инвентар се състои от скъпи дарове – златни накити и позлатени бронзови съдове, няколко амфори, глинена лампа и глинена статуетка на момиче – теракота от танагрейски тип.
В Могила № 2, разположена непосредствено до Могила № 1, археолозите откриват следи от извършени 3 погребения, а в южната част на насипа е разкрита полуразрушена куполна гробница, близка по архитектурен план с Казанлъшката. Тухлите от съоръжението са били използвани вторично за изграждането на две гробници с правоъгълна форма в западната част на насипа. Погребенията в двете гробници са извършени чрез трупоизгаряне. В едната гробница е погребано младо момиче. Гробният инвентар се състои главно от златни фибули, мъниста, пластинка медальон с щемпелувано изображение на млад мъж.
В другата гробница е погребано момче. Край него е открито копие и желязна стригила, вероятно част от наметало. В гробницата са открити и една златна обеца, монети на Севт III и Александър Македонски и погребален венец. Сред другите находки са глинени съдове – дълбока купа, кана и ойнохое и лампа от гръцки произход. Тук при погребалния ритуал се наблюдават гръцки черти – поставяне на венци, монети, лампи. Откритите по време на проучването куполни гробници са едни от първите гробнищни постройки и архитектурни паметници от ранната елинистическа епоха в Тракия, изградени с тухли. Установяването на тухлено строителство при траките в тази сравнително ранна епоха отбелязва важен момент в развитието на архитектурата в Древна Тракия. В съседна Елада тухлата като строителен материал се появява само спорадично през III – IV век пр.н.е.

## Надпис
Една от най-важните археологически находки от Севтополис е т.нар. „голям надпис“, открит през октомври 1953 година в двореца цитадела. Надписът, издялан на старогръцки в 37 реда върху мраморна плоча с фронтон, гласи:
„На добър час! Клетвено задължение на Береника и нейните синове относно Епимен. Понеже Севт, докато беше още в добро здраве, предаде Епимена с имуществото му на Спарток, а Спароток срещу това му даде залог за вярност, Береника и нейните синове Хебризелм, Терес, Саток и Садала решиха, което засяга потомците им, да се предаде за цял живот Епимен с имуществата си на Спароток. На Епимен се вменява в дълг да служи на Спароток, доколкото му позволяват силите, и на онези, които Спароток му възложи. Синовете на Береника се задължават да изведат Епимен от храма на Самотракийските богове, без да му нанесат неправда, но да го предадат на Спароток заедно с имуществата му, като не обсебят нищо от тях, а ако той се възпротиви, да го съди Спароток. Тази клетва да бъде написана на каменни плочи, които да бъдат поставени едните в град Кабиле при фосфориона в агората до олтара на Аполона, а другите да бъдат изложени в Севтополис, в храма на Великите богове и в агората, в светилището на Дионис до олтара. Нека тази клетва бъде за добро и щастие на тези, които я запазват, а от страна на Береника да бъде по отношение на него в сила старите клетви.“
Надписът съдържа както ценни исторически сведения, така и данни за тълкуването на архитектурата на Севтополис. Той е и свидетелство за устройството на древния град Кабиле. Противно на Демостен, който нарича Кабиле „окаяно свърталище“, надписът го представя като добре устроен град – с градски олтар на Аполон и с фосфорион – храм на Артемида – Хеката. Надписът е и най-ранният епиграфски паметник от вътрешността на Тракия, в който се упоменава почитането на Дионис и Великите самотракийски богове в Тракия.

## Керамика
По време на археологическото проучване на Севтополис са открити голям брой глинени питоси, които са служели за съхранение на житото. За смилане на житото са ползвани ръчни каменни мелници, които са широко разпространени в античния свят през ранната елинистическа епоха. За богато грънчарско производство свидетелстват множеството керамични фрагменти, открити на територията на древния град. Керамиката е била работена ръчно или на грънчарско колело. Ръчната керамика е засвидетелствана главно от големи урни с цилиндрична или камбановидна форма, използвани както за погребални ритуали, така и за битови нужди.
В Севтополис е намерено огромно количество чернофирнисова древногръцка керамика, като преобладаващото количество е от атически произход. Датирана е към IV – III век пр.н.е. Тя свидетелства, че Атина е запазила икономическото си влияние върху Тракия по времето на Филип II, Александър Македонски и Лизимах, като е поддържала не само тесни връзки с черноморските колонии (Аполония, Анхиало, Агатопули и Месембрия), но и с Одриското царство. Вносът на гръцката керамика се е осъществявал и по реките Хеброс и Тонзос, които в древността са били плавателни в по-голямата част от течението си и са осигурявали пряк контакт с островите в Егейско море и градовете по крайбрежието.
За активните търговски взаимоотношения на Севтополис са доказателство и намерените в града голямо количество монети с ликовете на Лизимах, Птоломей, Касандър, Деметрий II и от гръцките градове Атина, Ортагория, Енос, Лизимахия, Аполония и пр.
Особено тесни са били връзките на Севтополис с Атина, която е и един от големите древногръцки художествени центрове, което се е отразило изключително добре на местната тракийска култура. Сред едни от най-предпочитаните предмети на изкуството от жителите на Севтополис са глинените статуйки-теракоти, чието производство в елинистичната епоха бележи разцвет. На територията на града са открити множество фигурки на грациозни девойки с нежни лица и различни божества от древногръцкия пантеон – Ерос, Кибела и др. Голяма част от керамичните фигурки са от танагрейски прототипове.

## Торевтика
В богатите погребения от некропола на Севтополис са открити скъпи произведения на торевтиката – бронзови съдове, сребърен киликс, златни обеци, фибули, огърлици. Една част от тях са произведения на елинската торевтика, докато друга е работена в местните златарски ателиета. Засвидетелстван е и силно развитият у траките вкус към накити и апликации – конски сбруи, фибули от тракийски тип, обеци, гривни, пръстени и др.

## Монетосечене
От откритите над 1000 антични монети в Севтополис около 800 са сечени от Севт III, който е първият тракийски владетел, който сече бронзови монети с различен номинал и типове, което е доказателство за икономическото развитие на държавата му. При малкия номинал една от сериите има на лицето (аверса) изображение на звезда, на гърба (реверса) – венец от пшеничени класове; при друга серия на лицевата страна е представен орел, а на обратната – мълния. Същият монетен тип е и в голям номинал, където върху лицето е изобразена брадата глава в профил – вероятно Севт III или Зевс. Художествената изработка на монетите, сечени в Севтополис, не отстъпва по нищо на монетите, сечени в съвременните му древногръцки градове. В портретните изображения се проследяват две направления – едното, характерно за древногръцкото изкуство, което показва типизация на образа, а другото – стремеж за по-реалистично предаване на лицевите черти.
Някои от елементите на монетите на Севт III са преповторени върху монети на други елинистически владетели. Например титлата „цар“, която Лизимах получава в 306 г. пр.н.е. и която се среща върху част от монетите с неговия лик, е взета от монетите на Севт III, което е сигурно доказателство, че одриският владетел продължава да царува и след тази година.

## Събития
Диодор подробно описва борбите на Севт III за контрол върху по-голямата част на Тракия и войните му с враждебно настроени балкански племена. Одрисите губят контрол върху царството си след дълги години на междуособни войни и вътрешни противоречия, когато в 341 г. пр.н.е. македонският цар Филип II Македонски завладява и окончателно включва Одриското царство в пределите на своята държава. Не е известно кой династ е поставен да управлява това владение след македонското завоевание, но по времето на похода срещу персите на Александър Македонски одрисите организират въстание под водачеството на Севт III, което е свързано с похода на македонския стратег Зоприон срещу гетите или скитите и неговият разгром през 331 – 330 г. пр.н.е. След смъртта на Александър, Тракия е дадена на Лизимах, който при идването си през 322 г. пр.н.е. е посрещнат от Севт III и армията му от 20 000 души пехота и 8000 души конница. Сражението е тежко и според историците Лизимах все пак успява да укрепи властта си в Тракия. В следващата 313 г. пр.н.е. срещу македонската власт се вдигат черноморските градове, в чието въстание дейно участва отново Севт III. Диодор е дал следното описание на битката между двете армии:
„Когато Лизимах с най-добрата си част от войската си пристигнал на превала на Хемус, намерил тракийския цар Севт, който пазел прохода с много войници. След като водил тежко сражение с него и изгубил много от своите войници, той избил много от неприятелите и тъй отблъснал варварите“
Столицата на Севт III е добила най-голям разцвет и значение след първата половина на III век пр.н.е. Високата градска култура на Севтополис опровергава тенденциозните известия у някои древногръцки автори за „варварската“ култура на траките.
Севтополис е разрушен при вражеско нападение. Здравата тракийска крепост е разрушена с помощта на стенобойни машини, каменните гюлета от които са намерени разпръснати край крепостните стени. Градът е превзет, опожарен и ограбен. В края на III век пр.н.е. стихийно прииждане на река Тонзос засипва града с пясък и чакъл и животът в града е преустановен. През XII век върху развалините на Севтополис възниква неголямо българско селище.

## Консервация
През 2005 г. българският архитект Жеко Тилев предлага проект за разкриването, съхраняването и възстановяването на град Севтополис (най-добре запазения тракийски град в България) с помощта на язовирни стени около руините в средата на язовира. Така Севтополис би могъл да бъде включен от ЮНЕСКО в списъка на световното културно наследство и би се превърнал в туристическа дестинация със световно значение. Проектът е дарен от архитекта на община Казанлък и започва събирането на фондове за започване на строителството. Според Тилев, то ще има минимална цена от 50 милиона евро.
Връх от Дряновските възвишения на остров Гринуич в архипелага Южни Шетландски острови, Западна Антарктика е наименуван на Севтополис.